# L'Âne pourri
L'Âne pourri est un article surréaliste publié dans Le Surréalisme au service de la révolution par Salvador Dalí en 1930. Le peintre espagnol y jette les bases de sa méthode paranoïaque-critique en la décrivant comme 

« une méthode spontanée de  connaissance irrationnelle basée sur l'association interprétative-critique des  phénomènes délirants »